# Jean-Marc Bosman
Jean-Marc Bosman (* 30. Oktober 1964 in Montegnée, heute zu Saint-Nicolas, Provinz Lüttich) ist ein ehemaliger belgischer Fußballspieler.
International bekannt wurde er mit einer Klage gegen Beschränkungen für Spieler im Profifußball bei Vereinswechseln: 1995 wurden in der „Bosman-Entscheidung“ des Europäischen Gerichtshofs zwei zentrale Pfeiler des europäischen Transfersystems zum Einsturz gebracht.

## Leben
Jean-Marc Bosman spielte bis Juni 1990 beim RFC Lüttich in der ersten belgischen Liga. Nach einem Streit mit der Vereinsführung wurde ihm ein neuer Vertrag mit dem monatlichen Gehalt von umgerechnet 880 Euro statt von bisher umgerechnet 3500 Euro angeboten. Bosman wollte daraufhin zum französischen Zweitligisten USL Dunkerque wechseln. Der RFC Lüttich setzte die Ablösesumme jedoch auf überhöhte 800.000 US-Dollar, rund 600.000 Euro, fest, die der neue französische Verein nicht bezahlen wollte. Daraufhin weigerte sich der RFC Lüttich, Bosman die Freigabe für einen Vereinswechsel zu erteilen, was Auslöser für Bosmans Klage war. In diesem Rechtsstreit wurde er vom Rechtsanwalt Roger Dillemans, dem ehemaligen Rektor der katholischen Universität von Löwen, unterstützt.
Bosman kehrte im Januar 1992 nach Belgien zurück. Als er keinen neuen Verein fand, stellte er einen Antrag auf Arbeitslosengeld, der jedoch abgelehnt wurde. Erst neun Jahre nach Prozessbeginn bekam er rund 780.000 Euro Entschädigung für sein vorzeitiges Karriereende zugesprochen.
Im Jahr 2015 lebte Bosman völlig verarmt am Existenzminimum. Er bestritt seinen Lebensunterhalt größtenteils durch Geldgeschenke der Spielergewerkschaft FIFPro. Fünf Jahre später lebte er laut Medienberichten von Sozialhilfe und einer monatlichen Zuwendung der Profi-Gewerkschaft.
Nach Scheidungen, Alkoholproblemen und Depressionen schlussfolgert er laut Medienangaben, dass andere, nicht aber er selbst, von seinem Kampf profitiert hätten. Er spricht sich für weitere Änderungen des Systems aus, einschließlich Gehaltsobergrenzen und einem Draft-System, resümiert aber, er „würde nicht mehr vor Gericht ziehen“.